# أريان فان دايك
اريان فان دايك (بالهولندية: Arjan van Dijk)‏ (17 يناير 1987 بأوترخت في هولندا - ) هو لاعب كرة قدم هولندي في مركز حراسة المرمى. لعب مع آر كي سي فالفيك ونادي إكسلسيور.